# Oir (rivière)
L'Oir est une rivière française de Normandie, affluent de la Sélune (rive droite), dans le département de la Manche.

## Géographie
L'Oir prend sa source dans la commune de Reffuveille et prend la direction du sud puis de l'ouest. Elle se joint aux eaux de la Sélune en limite de Ducey et Saint-Quentin-sur-le-Homme, après un parcours de 21 km en Avranchin.

## Bassin et affluents
Le bassin versant de l'Oir est voisin du bassin de la Sée au nord et des autres affluents de la Sélune à l'est et au sud. Le confluent avec cette dernière est à l'ouest du bassin.
Les affluents de l'Oir sont tous de longueurs inférieures à 7 km, le plus long étant le ruisseau du Pont-Levesque (6,9 km) qui conflue à droite en limite des communes de Marcilly et Saint-Quentin-sur-le-Homme.

## Communes traversées
La rivière prend sa source à Reffuveille, puis traverse la commune fusionnée d'Isigny-le-Buat, dans laquelle, après avoir traversé la commune associée de Montigny, elle fait ensuite fonction de limite entre celle-ci et celle du Mesnil-Bœufs, puis celles de La Mancellière, d'Isigny-le-Buat, de Montgothier et de Chalandrey. Sortie du territoire commun, elle limite à nouveau les communes de Marcilly, Les Chéris, Saint-Quentin-sur-le-Homme et Ducey.